# Facultad de Ciencias Forestales de la Universidad de Chile
La Facultad de Ciencias Forestales y de la Conservación de la Naturaleza de la Universidad de Chile se escindió de la Facultad de Ciencias Agronómicas en 1981. Tiene su sede en la comuna de La Pintana en las instalaciones del campus Antumapu.

## Historia
La creación de la Facultad de Ciencias Forestales y de la Conservación de la Naturaleza de la Universidad de Chile tiene sus orígenes con la fundación de la carrera de Ingeniería Forestal en 1952. Este hito estuvo marcado por el apoyo del Ministerio de Tierras y Colonización y la misión de FAO en Chile.

## Organización
La Escuela de Ciencias Forestales se divide en pregrado y postgrado. Se encuentra organizada en torno a departamentos (de Manejo de Recursos Forestales, de Silvicultura y de Ingeniería de la Madera), centros (de Semillas y Árboles Forestales y Tecnológico de la Madera) y laboratorios especializados (de Flora y Vegetación y de Incendios Forestales).